# Jean-Claude Brondani
Jean-Claude Brondani, né le 2 février 1944 à Houilles, est un judoka français, un des premiers médaillé olympique français de cette discipline.

## Biographie
Jean-Claude Brondani est né en 1944 à Houilles, dans la région parisienne. Son père, Franco Brondani, est un boxeur professionnel dont le parcours sportif est interrompu par la Seconde Guerre mondiale, et qui devient masseur gymnaste médical (une fonction appelée désormais kinésithérapeute), et formateur dans la section boxe d'une association sportive  de Houilles, Le Gant d'Or. Il a donné son nom a un gymnase de la ville de Houilles.
Jean-Claude Brondani pratique le judo, avec comme salle d'entraînement la salle de boxe, louée ponctuellement à la section judo, où exerce son père (le judo commence à se développer en France après la Seconde Guerre mondiale),. Il effectue aussi des études de médecine,.
Comme judoka, il obtient un palmarès remarquable au fil des ans. Il parvient ainsi à monter sur le podium des championnats d'Europe à trois reprises, sur le plan individuel, à savoir, troisième en plus de 80 kilos en 1964, troisième en 1970 et deuxième en 1972 en toutes catégories, et à trois reprises également au sein de l'équipe nationale, à savoir vainqueur en 1968 et troisième en 1971 et 1972. Sur le plan national, il a pour l'essentiel combattu avec les judokas de plus de 93 kilos, en étant, dans la catégorie poids lourds, champion de France en 1966, 1968 et 1970, vice-champion de France en 1967. Il a également saisi une opportunité en 1967 de s'entraîner quatre mois au Japon, à l’université de Meiji, après les Universiades.
Le judo intègre le programme olympique lors des Jeux olympiques d'été de 1964 organisés à Tōkyō. La discipline n'est pas incluse aux jeux olympiques suivants, en 1968, à Mexico, mais elle est réintégrée en 1972. Cette échéance devient un objectif majeur pour Jean-Claude Brondani, pour qui c'est la première et dernière olympiade à laquelle il peut concourir, à 28 ans. Il arrête ses études de médecine pendant deux ans pour s'y préparer, abandonnant le concours de l'internat pour privilégier temporairement son parcours sportif.  Il effectue également son service militaire (à l'époque obligatoire en France), mais au bataillon de Joinville, y travaillant notamment la musculation et la force. Aux Jeux olympiques d'été de 1972 se tenant à Munich, il combat tout d'abord dans la catégorie des poids lourds, et termine cinquième. Puis, ayant gagné en confiance, il remporte la médaille de bronze, en toutes catégories, une des premières médailles olympiques françaises en judo. Les succès du judo à l'international contribuent à l'essor de cette discipline en France : elle devient à cette époque le troisième sport national en France par le nombre de licenciés, après le football et le ski (années Killy).
Après avoir été externe à l'hôpital Bichat, il devient médecin rhumatologue tout en continuant à s'occuper de la section judo du Gant d'Or ovillois.

## Distinctions
- Trophée Micheline Ostermeyer le 24 novembre 2010 (statuette d'après la Discobole du sculpteur Jacques Gestalder érigée à l'Insep près du stade Gilbert Omnès). Ce trophée est attribué chaque année à un sportif ou une sportive de haut niveau dont le parcours, comme celui de Micheline Ostermeyer, s'inscrit dans une double réussite, sportive et autre.

- Grade : Ceinture Rouge 9e Dan (2025)[6].